# عبد الحق منصور
عبد الحق منصور (4 مارس 1985 ببرج بوعريريج في الجزائر - ) هو لاعب كرة قدم جزائري في مركز الدفاع. لعب مع أهلي برج بوعريريج واتحاد عنابة.